# Jardín Botánico de Ereván

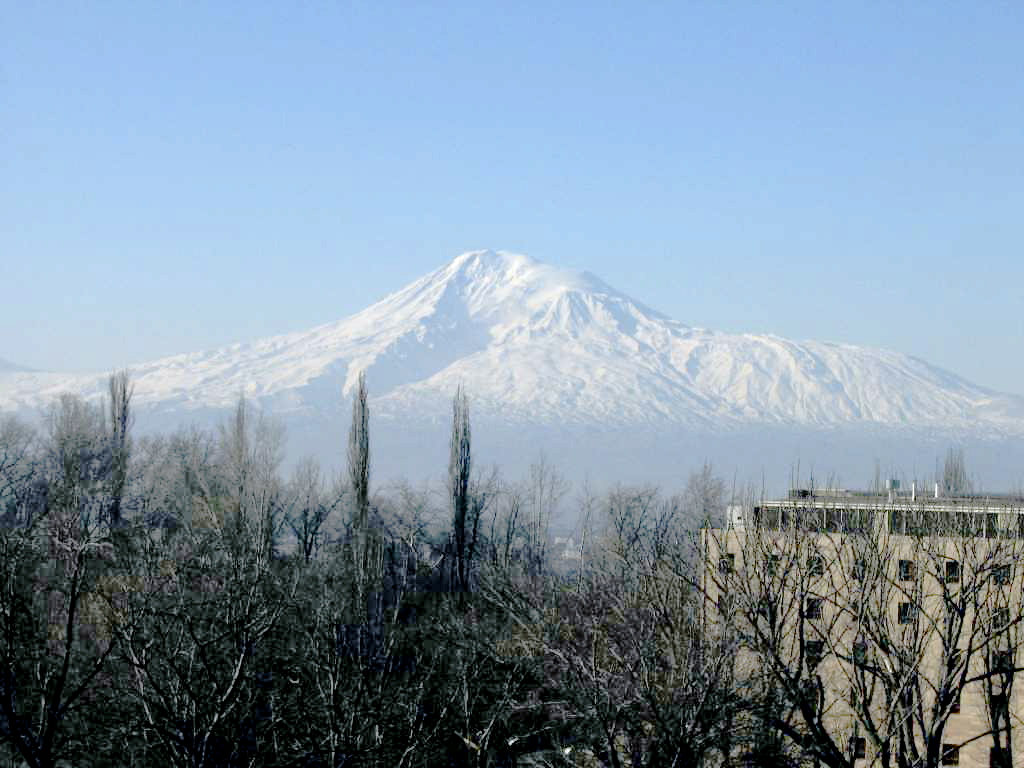
El monte Ararat desde Ereván.

El Jardín Botánico de Ereván es un jardín botánico de unas 80 hectáreas de extensión que se encuentra en Ereván, Armenia. Está administrado por la Academia Nacional de Ciencias de Armenia. Es miembro del BGCI y presenta trabajos para la Agenda Internacional para la Conservación en los Jardines Botánicos, su código de identificación internacional como institución botánica es BGAAS.

## Localización

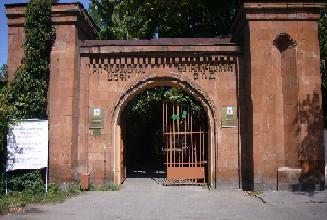
Portada de entrada en el Jardín Botánico de Ereván

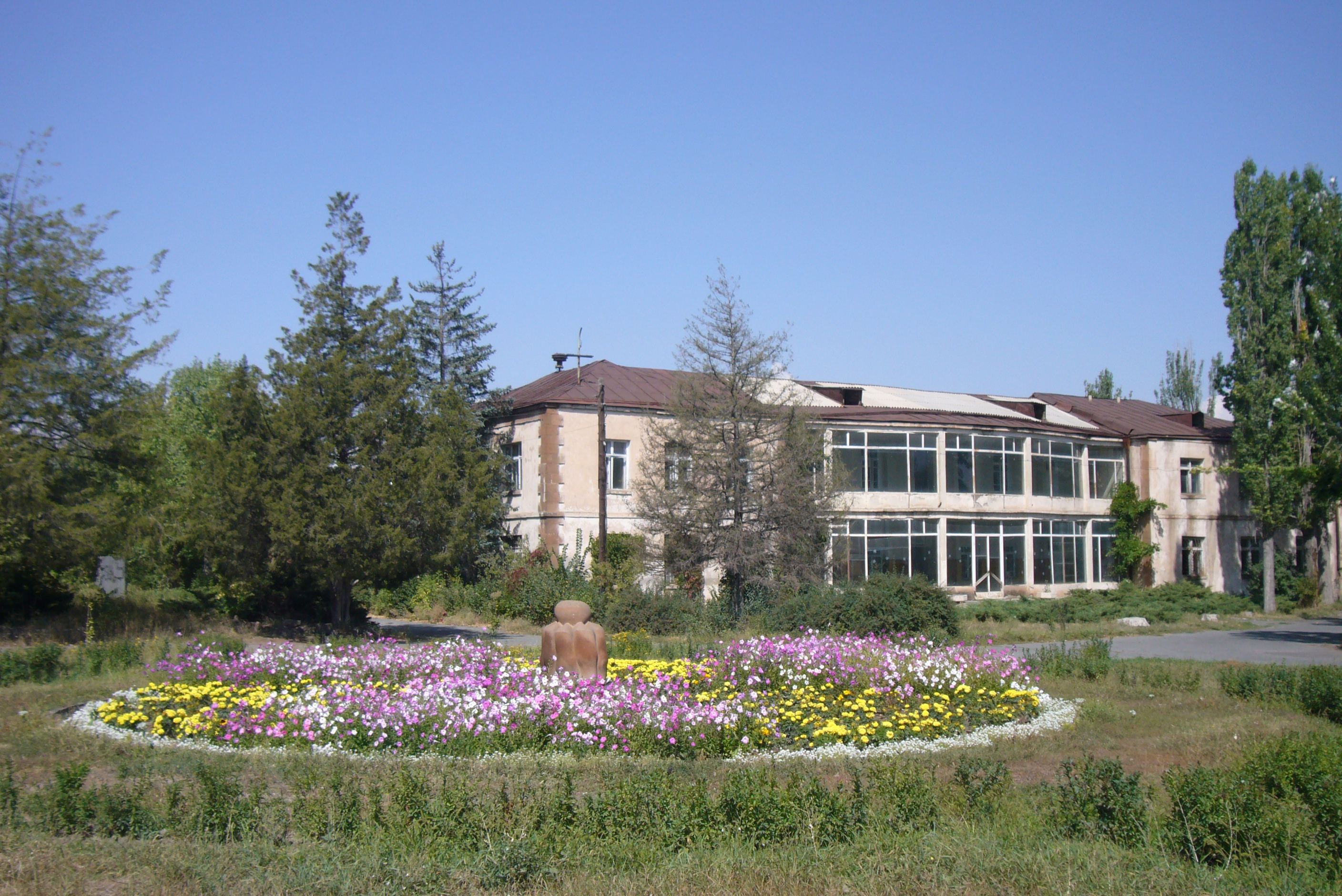
Lecho floral en el Jardín Botánico de Ereván

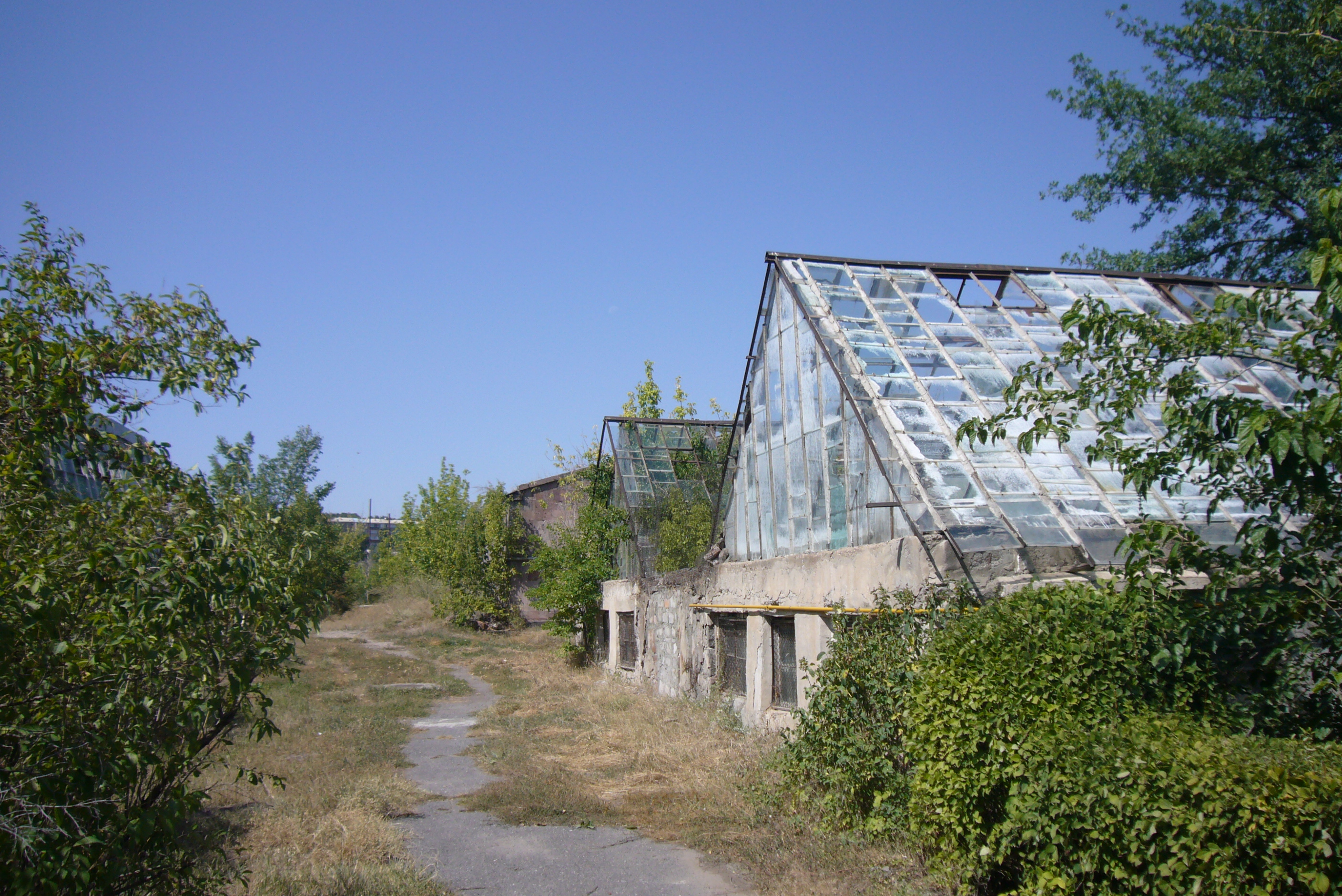
Invernaderos en el Jardín Botánico de Ereván

El jardín botánico se encuentra situado en la parte noreste de Ereván, rodeado de un hábitat semidesértico.
Jardín Botánico de Ereván, Academia Nacional de Ciencias de la República de Armenia, Avan, Ereván 375063 Armenia.40°10′N 44°31′E / 40.167, 44.517
- Promedio Anual de Lluvia: 250 mm
- Altitud: 1200.00 m s. n. m.

Este jardín botánico tiene dos jardines botánicos satélites bajo su supervisión: Jardín Botánico de Sevan y el Jardín Botánico de Vanadzor. 
Se encuentra abierto al público en general.

## Historia
Fue creado en 1935.

## Colecciones
Este jardín botánico alberga unas 1070 especies que representan el  40% de las colecciones a nivel nacional y arbustos que representan el 51%.
Tiene cultivados 3 taxones.
Son de destacar:
- Colección de flora de Armenia, con 200 especies de plantas  endémicas, raras o plantas amenazadas, lo que nos proporciona una base de estudio de la flora de Armenia, y las interacciones ecológicas de las especies, en un medio relativamente natural.
- Arboreto, con especies del género Syringa, Clematis, Sorbus, Philadelphus, coníferas, árboles de la flora local entre los que se incluyen Fagus sylvatica, Quercus macrantha, Quercus ibirica, Carpinus caucasica, Juniperus polycarpos, Juniperus procumbens, Juniperus sabina, Celtis caucasica, Pyrus salicifolia, Juglans regia, Taxus baccata
- Banco de germoplasma
- Herbario

## Actividades
En este centro se despliegan una serie de actividades a lo largo de todo el año:
- Programas de conservación
- Programa de mejora de plantas medicinales
- Programas de conservación « Ex Situ »
- Biotecnología
- Estudios de nutrientes de plantas
- Ecología
- Conservación de Ecosistemas
- Programas educativos
- Etnobotánica
- Exploración
- Horticultura
- Restauración Ecológica
- Sistemática y Taxonomía
- Sostenibilidad
- Farmacología
- Mejora en el agricultura
- Index Seminum
- Exhibiciones de plantas especiales